# کنسرسیوم
کُنْسُرْسیوم (به فرانسوی: Consortium) ائتلاف، به پیوند دو یا چند فرد، شرکت، سازمان یا حکومت (یا ترکیبی از این‌ها) باهم برای انجام کنش‌های هماهنگ یا ادغام منابعشان برای رسیدن به هدف یکسان گویند.

## ریشه‌شناسی
کنسرسیوم واژه‌ای لاتین به معنای «شراکت، انجمن یا هیئت» است و از «کنسورس» (consors) به معنای «شریک» است که خود از «کُن-» (con-) به معنای «هم» و «سُرس» (sors) مشتق از sor که خود از کلمه آریایی «سر» تشکیل شده و رویهمرفته به معنای همسر است. «کنسورس» به معنای تمکین هم بکار رفته‌است.

### مترادف
ارتباط حقوقی Joint Venture یا «مشارکت انتفاعی» نیز هرگاه حول موضوع انجام یک پروژه خاص مطرح شود معادل کنسرسیوم است. گرچه شمول مشارکت انتفاعی اعم از کنسرسیوم است.

## نمونه‌ها
از معروف‌ترین کنسرسیوم‌های بین‌المللی می‌توان به گروه ایرباس و دایملر- کرایسلر اشاره کرد.

### در کشور ایران
- قرارداد کنسرسیوم نفت: قراردادی است که پس از کودتای ۲۸ مرداد بین دولت ایران و چند شرکت انگلیسی،آمریکایی،فرانسوی و هلندی کنسرسیومی از شرکت‌های نفتی بین‌المللی برای بهره‌برداری از منابع نفتی ایران بسته شد.

- درایران نیز بالغ بر ۱۴۰ شرکت پیشگام ارائه دهنده خدمات ارتباطی و مخابراتی در ۳۱ استان کشور، اقدام به تشکیل کنسرسیومی تحت عنوان   ایران اف.سی.پی نموده‌اند[۴] که از نظر تعداد مشارکت کنندگان، IranFCP به عنوان یک رکورد در تاریخ اقتصاد ایران ثبت شده‌است.[۵]

- کنسرسیوم صادراتی خراسان جنوبی: اولین کنسرسیوم صادراتی استان خراسان جنوبی نیز با حمایت اداره تعاون کار و رفاه اجتماعی در حال تشکیل می‌باشد. این کنسرسیوم یکی از بزرگترین کنسرسیوم‌های چند منطوره ایران خواهد بود.

- کنسرسیوم گروه پرشین انرژی فعال